# Броньовані плавучі батареї типу «Палестро»

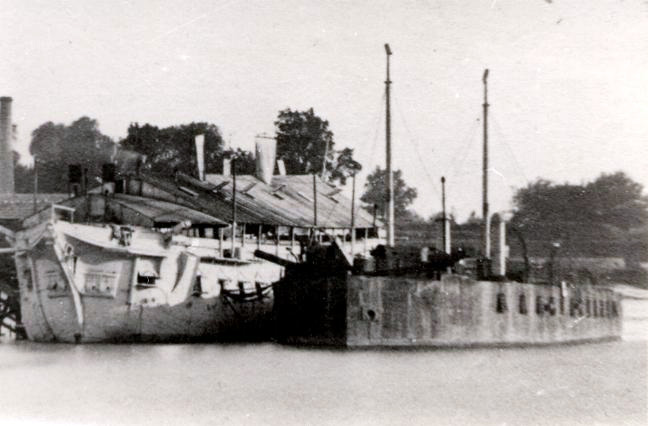
Один з кораблів типу «Палестро» "Пексан, фотографія 1870 року.

Броньовані плавучі батареї типу «Палестро» — чотири плавучі батареї, побудовані для ВМС Франції в 1859-62 роках для заміни кораблів аналогічного класу, побудованих під час Кримської війни. Потреба у цих кораблях виникла через побоювання, що кораблі 1855 року швидко втратять боєздатність, оскільки вони були побудовані поспіхом із непідготовленого дерева.

## Кораблі типу
| Ім'я     | Побудований в | Закладені | Спущено на воду    |
| -------- | ------------- | --------- | ------------------ |
| Палестро | Арман, Бордо  | 1859 рік  | Серпень 1862 року  |
| Пей-хо   | Арман, Бордо  | 1859 рік  | Вересень 1862 року |
| Сайгон   | Арман, Бордо  | 1859 рік  | Вересень 1862 року |
| Пексан   | Арман, Бордо  | 1859 рік  | Вересень 1862 року |

## Служба
Ці кораблі ніколи не брали участі у бойових діях і протягом більшої частини своєї кар'єри стояли у портах.
«Сайгон» затонув у ніч на 15 листопада 1863 року під час пожежі, плавучу батарею підняли через два тижні.
У 1864 році з плавучих батарей типу «Палестро» зняли озброєння. «Сайгон», «Палестро» та «Пексан» знову озброїли під час Франко-прусської війни (1870—1871), але після її завершення остаточно списали.